# 蹠行
| アライグマの前足（左）と後足（右） |  | アライグマの前足（左）と後足（右） |
| アライグマの前足（左）と後足（右） |  |                                    |

蹠行（せきこう、しょこう）は、踵を含む足の裏全体を使って歩行すること。これを行う生物を蹠行動物（英: plantigrade）と呼び、つま先からかかとが地面につく。霊長類、クマ、パンダ、ウサギ、モグラなどがこれに含まれる。また、ネズミなどの齧歯類、コアラなどの有袋類の多くも含まれる。
足裏全体を地につけるため、直立時の安定性がよい。したがって、四足歩行をする動物でも、直立する姿勢を常用する動物にこれが見られる。イヌやネコのような趾行動物も後肢で立ち上がることはあるが、安定性を欠く。
しかし、素早く動くのには適していない。ヒトは踵が特に発達しており、この歩き方に強い適応を示しているが、素早く移動する（要するに走る）場合にはかかとをつけない、趾行に近い型となる。
古生物のうち翼竜は、後足全体と手翼の指を使った部分的な蹠行であった。また、絶滅した汎歯目など、初期の哺乳類はほとんどが蹠行性であった。その後、趾行動物や蹄行動物（有蹄類）へ進化していった。